# 엔리케 로메로
엔리케 페르난데스 로메로(스페인어: Enrique Fernández Romero, 1971년 6월 23일, 안달루시아 지방 헤레스 데 라 프론테라 ~)는 스페인의 전 축구 선수로, 현역 시절 좌측 수비수로 활약했다.
그는 16시즌에 걸쳐 4개의 구단에서 현역 선수로 활약했는데, 주로 데포르티보 소속으로 창단 후 첫 라 리가 우승을 포함해 4번의 주요 대회 우승을 일조했고, 396번의 1부 리그 경기 출전과 14골의 기록을 냈다.
로메로는 2002년 FIFA 월드컵에서 스페인을 대표로 출전하기도 했다.

## 클럽 경력
카디스 주 헤레스 데 라 프론테라 출신인 로메로는 라 리오하 연고의 로그로녜스 소속으로 프로 무대 신고식을 치렀다. 그는 처음 2번의 시즌에 도합하여 불과 3번의 라 리가 경기에 출전하는데 그쳤으나 1993-94 시즌에는 주전으로 도약하였고, 소속 구단도 1부 리그 구단 신분을 유지했다.
발렌시아와 마요르카를 거치는 과정에 두 구단에서 모두 매 시즌 최소 30번의 리그 경기 출장 기록을 세웠고, 로메로는 이후 1998년에 데포르티보의 선수가 되었다. 그곳에서 그는 좌측 수비수로서 공격 본능을 만개하여 갈리시아 연고 구단 소속으로 50번의 UEFA 챔피언스리그 경기에 출전했고, 리그에서 34경기 출장 1골을 기록한 1999-2000 시즌에는 데포르(Depor)의 사상 첫 리그 우승에 공헌하였다.
2006년 여름, 보다 젊은 조안 카프데빌라에게 밀린 로메로는 여전히 믿음직한 수비 자원이었지만, 간간히 중앙 수비수로 출전한 것까지 포함해 17경기 출전하는데 그쳤고, 베티스로 이적하기에 이르렀다. 베티스에서의 처음이자 마지막 시즌 후, 페르난도 베가의 영입으로 인해, 36세의 나이로 500경기 출장 (1부 리그 약 400경기 출장) 기록을 세운 로메로는 은퇴할 의사를 밝혔다.

## 국가대표팀 경력
로메로는 스페인 국가대표팀 경기에 10번 출전하였는데, 처음 출전하 경기는 2000년 2월 23일, 스플리트에서 열린 크로아티아와의 친선경기였다. 그는 대한민국과 일본에서 열린 2002년 FIFA 월드컵에 자국을 대표로 참가해 3경기에 출전했고, 스페인은 8강까지 올라갔다.

### 논란
로메로가 2002년 FIFA 월드컵에서 출전한 3경기 중 하나인 대한민국과의 8강전은 이반 엘게라가 "도둑"이라 비난하고, 스페인 언론이 동조해 가말 알-간두르를 "꿈을 앗아간 도둑"이라 선동한 경기였지만, 로메로는 같은 경기에서 시작한 지 20분도 채 안된 시점에 김남일을 뒤에서 악질적인 백태클로 부상을 입혔지만, 경고조차 받지 않았기에 스페인이 일방적으로 편파판정으로 4강 진출이 좌절되었다는 엘게라와 스페인 언론의 주장은 거짓이다.

## 수상
마요르카
- 코파 델 레이 준우승: 1997–98

데포르티보
- 라 리가: 1999–2000
- 코파 델 레이: 2001–02
- 수페르코파 데 에스파냐: 2000, 2002